# Florent Carton dit Dancourt
Pour les articles homonymes, voir Carton et Dancourt.
Florent Carton, sieur d'Ancourt, dit Dancourt, est un acteur et auteur dramatique français né à Fontainebleau, le 1er novembre 1661 et mort au château de Courcelles-le-Roy à Beaulieu-sur-Loire, le 6 décembre 1725.

## Biographie
Issu d'une famille noble, fils de Florent Carton, écuyer, et de Louise de Londé — par laquelle il descend des Budé — qui l'élève, Dancourt fait ses études à Paris dans le Collège des Jésuites. Le père La Rue, qui est son maître, veut en vain l'engager dans la Société de Jésus. Il étudie le droit, se fait recevoir avocat à l'âge de 17 ans et exerce quelque temps au Parlement de Paris.
Il quitte la profession d'avocat à 18 ans pour épouser à Paris le 15 avril 1680 — après avoir enlevé sa promise âgée de 16 ans — Thérèse Le Noir de La Thorillière, fille du comédien La Thorillière. Trois mois après ce scandale, François Le Noir de La Thorillière meurt de chagrin le 27 juillet 1680.
Malgré les résistances de sa famille, il entre avec sa jeune épouse, en 1685, dans la troupe de la Comédie-Française, dont il devient sociétaire jusqu'à sa retraite le 3 avril 1718. La facilité avec laquelle il s’exprime le fait choisir pour orateur de la troupe dans les circonstances d’apparat. Sa physionomie est expressive, son jeu plein de verve ; il joue fort bien le haut comique et excelle dans l'interprétation du Misanthrope.
L’année même où il entre au théâtre comme acteur, Dancourt fait jouer sa première comédie, Le Notaire obligeant ou les Fonds perdus. Elle réussit et, dès lors, l'auteur produit avec une fécondité extrême, entre 1683 et l'année de sa mort, plus de 80 comédies. Il collabore notamment avec Marc-Antoine Charpentier pour son Dialogue d'Angélique et Médor d'après Orlando furioso dit L'Arioste, donné le 1er août 1685 au théâtre de Guénégaud et où est fondée, le 21 octobre 1680, la troupe de la Comédie-Française. Le succès, malgré la bienveillance du public à son égard, est loin d'être toujours le même, et dont la plus célèbre est Le Chevalier à la mode, en cinq actes, en prose en 1687.
La plupart de ses œuvres sont jouées tout au long du XVIIIe siècle. Celles qui ont le plus de succès sont : Le Notaire obligeant, Les Bourgeoises de qualité, Les Vendanges de Suresnes, Les Vacances, Le Mari retrouvé, Les Trois Cousines, Le Galant Jardinier, La Maison de campagne, La Foire de Bezons.
Dancourt exploitant habilement à la scène les aventures piquantes de l'époque, la chronique scandaleuse de la ville et de la cour, plus d'un spectateur peut craindre de se reconnaître sur la scène. Cette préoccupation n'est probablement pas étrangère à la fâcheuse aventure qui lui arrive un jour quand le marquis de Sablé est à moitié ivre à la représentation de L'Opéra de village jouée en 1691. Comme on chantait : « En parterre il bout’ra nos prés ; Choux et poireaux seront sablés », le marquis s'imagine que Dancourt veut l'offenser et il se lève pour aller le souffleter.
Suivant Voltaire, « ce que Regnard était à l'égard de Molière dans la haute comédie, le comédien Dancourt l’était dans la farce ». La plupart de ses pièces sont en prose. Le dialogue en est très vif et très enjoué mais l'auteur s'écarte souvent de l'objet de son œuvre, pour montrer de l'esprit et courir après un bon mot. Charles Palissot de Montenoy dit : « par le caractère de vérité qu'il a su donner à ses personnages, Dancourt peut être regardé en quelque sorte comme le Téniers de la comédie ».

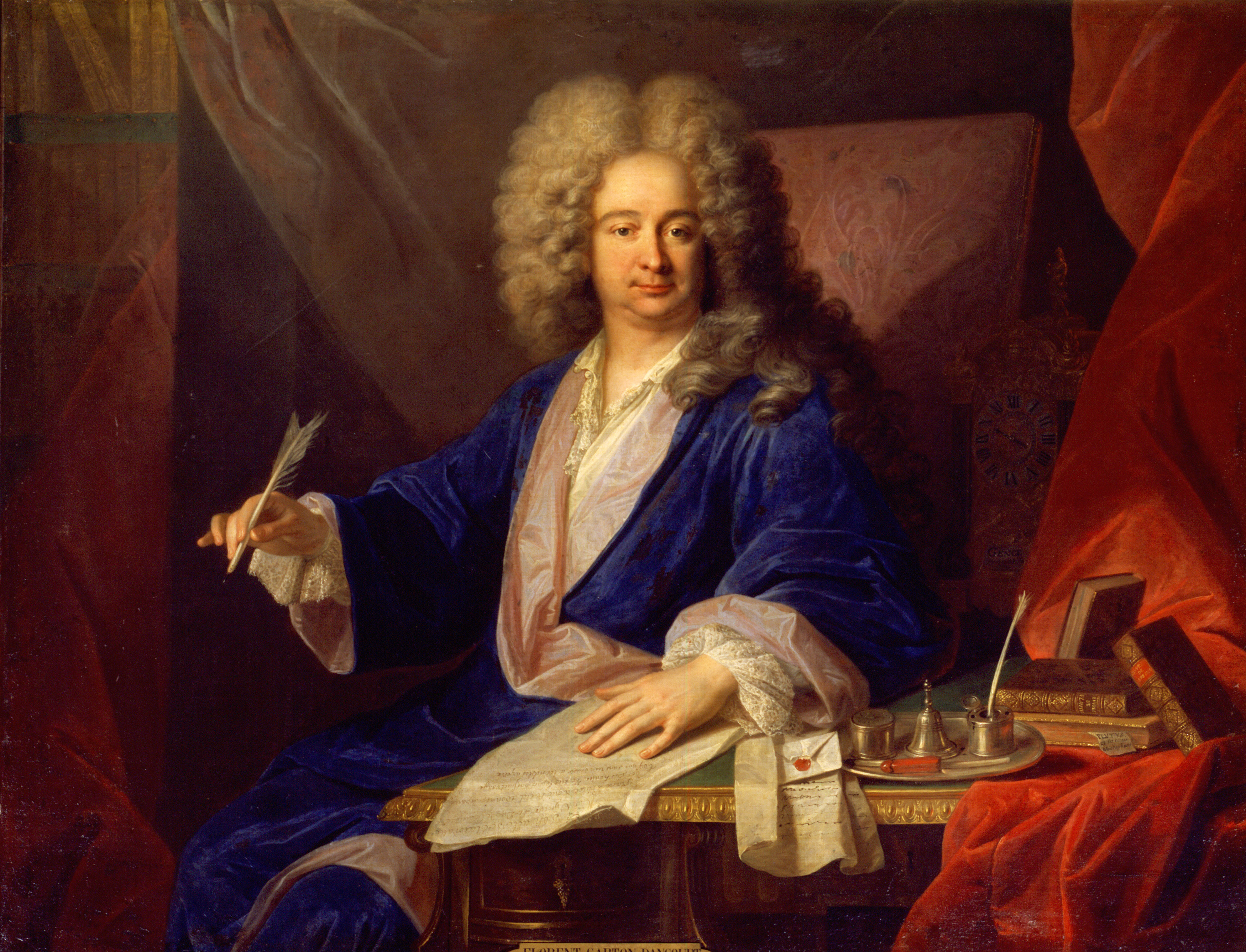
Florent Carton-Dancourt en 1704 par Robert Gabriel Gence. Ancienne collection du château de Courcelles-le-Roy, de Passy et de Chenonceau. Musée de la Comédie-Française.

Dancourt a créé le genre villageois. Il sait retracer avec une grande fidélité, la malice et la naïveté des paysans. Il a pareillement peint d'une manière vraie les chevaliers d'industrie et les femmes d'intrigue. Son chef-d'œuvre est Le Chevalier à la mode, comédie en cinq actes, en prose, écrite en collaboration avec Sainctyon (ou Saint-Yon) (1687). Les autres pièces de Dancourt les mieux réussies sont Le Mari retrouvé (1698), Les Bourgeoises de qualité (1700), Les Trois cousines (1700) et Le Galant jardinier (1704).
On cite encore : La Désolation des Joueuses (1687), Les Vendanges de Suresnes (1694), Le Divertissement de Sceaux (1705), Le Diable boiteux (1707), La Comédie des comédiens (1710), etc.
La Folle enchère en 1690 lui a été attribuée. Elle est jouée sous son nom et il en perçoit les droits, puis elle est reproduite dans ses Œuvres Complètes éditées en 1760. Néanmoins, elle est l'œuvre de Madame Ulrich dont il est l'amant.
L'édition la plus complète des Œuvres de Dancourt est celle de 1760 en douze volumes (in-12). Ses Œuvres choisies sont publiées en 1810 en cinq volumes (in-18).
Retraité, il s'enferme dans un château qu'il possède dans l'Orléanais, où il achève sa vie dans les pratiques de la dévotion, traduisant les Psaumes en vers, et composant une tragédie sacrée. Florent Dancourt meurt le 6 décembre 1725 en son domaine de Courcelles-le-Roy.
Ses deux filles, Marie-Anne-Armande, dite Manon, et Marie-Anne-Michelle, dite Mimi, sont aussi comédiennes au même théâtre. Sa petite fille Thérèse Boutinon des Hayes tient un important salon à Paris. Son beau-frère, Pierre Le Noir (1659-1731), est sociétaire de la Comédie-Française en reprenant le nom de scène de son père, La Thorillière.

## Œuvre
Jugé par certains comme un auteur de « troisième ordre », Dancourt n’en est pas moins, selon d’autres, le père du vaudeville moderne : ses comédies de mœurs sont légères et alertes, peu morales sans jamais être indécentes, pleines de verve et de naturel. Dancourt rend avec réalisme la société de son temps et met en scène les travers de l’homme, caricaturant les bourgeois vaniteux et ridicules, les ingénues fort peu innocentes, les magistrats véreux. Son univers est proche d’un Molière, même si les personnages sont différents, son langage est celui d’un Lesage en moins cru, ses soubrettes annoncent Marivaux.
Cet auteur prolifique touche aux genres les plus variés, puisqu'on trouve dans son œuvre des intermèdes, des parodies d'opéras, des divertissements de cour, des fantaisies mythologiques, des comédies en cinq actes et surtout de courtes pièces en prose, les « dancourades », écrites en langage parlé. Leur nouveauté pique la curiosité du public, car elles font allusion à l'actualité ou à la mode. La satire des mœurs y est en général superficielle, car la comédie se fait plus amorale : Dancourt montre sans condamner, si bien que sa lucidité a pu passer pour du cynisme. L’intrigue, on ne peut plus simple, est prétexte à une revue de personnages ridicules, souvent pittoresques et individualisés dans leur appartenance sociale (notaires, procureurs, commerçants, financiers, militaires, chevaliers d'industrie).
Ces courtes œuvres prennent parfois de grandes libertés avec la convention théâtrale en montrant leur invraisemblance même ; dans Les Vendanges de Suresnes (1659), les paysans et les vendanges disparaissent derrière les danses, les déguisements et les mascarades, comme si la comédie abandonnait son souci mimétique pour jouer un peu avec lui-même et rechercher d'autres façons de séduire le public en dévoilant les ficelles de ses mécanismes.

## Héraldique, distinctions, décorations et hommages

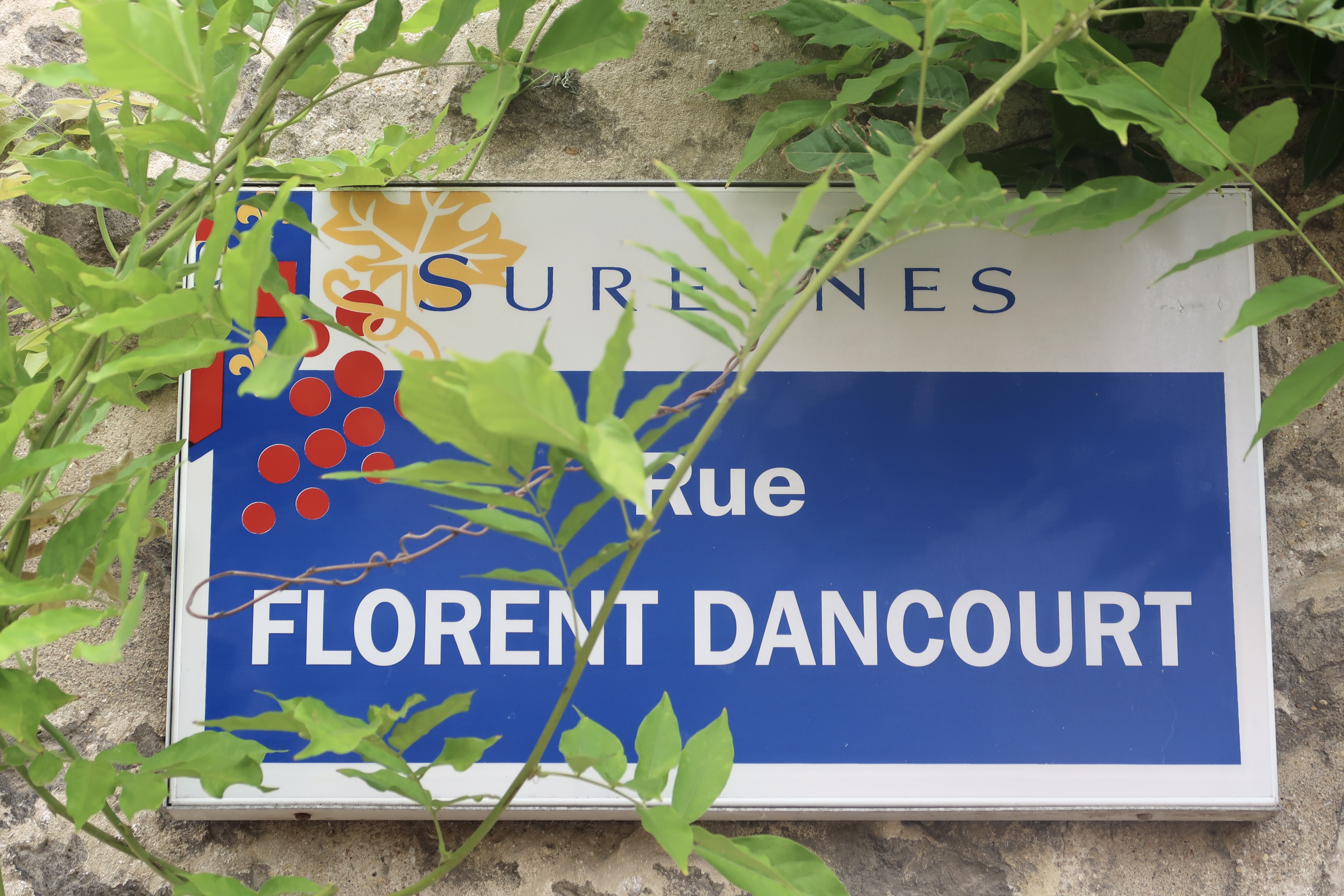
Plaque de la rue Florent-Dancourt à Suresnes.

Florent Carton dit Dancourt possédait un blason. En 1868, les édiles parisiens décident de donner le nom de rue Dancourt à la rue du Théâtre dans le 18e arrondissement. De cette rue, est née au XXe siècle la villa Dancourt, voie privée jouxtant la rue Dancourt.
Il existe aussi une rue Florent-Dancourt à Suresnes (Hauts-de-Seine), la commune souhaitant rendre hommage à l'auteur de la pièce Les Vendanges de Suresnes.
De même, une rue Dancourt se trouve à Fontainebleau, sa ville natale.

#### Notices et ressources
- Ressources relatives au spectacle :   - Les Archives du spectacle
  - César
  - Comédie-Française
- Ressources relatives à la musique :   - International Music Score Library Project
  - Répertoire international des sources musicales
- Ressource relative aux beaux-arts :   - Union List of Artist Names
- Ressource relative à la recherche :   - Isidore
- Notices dans des dictionnaires ou encyclopédies généralistes :   - Britannica
  - Brockhaus
  - Deutsche Biographie
  - Store norske leksikon
  - Universalis
- Notices d'autorité :   - VIAF
  - ISNI
  - BnF (données)
  - IdRef
  - LCCN
  - GND
  - Italie
  - CiNii
  - Belgique
  - Pays-Bas
  - Pologne
  - Israël
  - NUKAT
  - Catalogne
  - Suède
  - Vatican
  - Australie
  - Tchéquie
  - WorldCat